# Exocelina abdita
Exocelina abdita es una especie de escarabajo del género Exocelina, familia Dytiscidae. Fue descrita científicamente por Balke, Watts, Cooper, Humphreys & Vogler en 2004.

## Distribución geográfica
Habita en Australia.